# خزيمة بن ثابت
خُزَيمة بِنُ ثابِت الأَنصارِي الأَوسِي، الملقَّب بـ«ذي الشهادتين»، وهو من صحابة رسول الإسلام محمد بن عبد الله خاتم الأنبياء. يُكنَّى بأبي عمارة. جعل رسول الله شهادته بشهادة رجلين، وكان هو وعمير بن عدي بن خرشة يكسران أصنام بني خطمة.

## كنيته ونسبه
في أسد الغابة هو خزيمة بن ثابت بن الفاكه بن ثعلبة بن ساعدة بن عامر بن غيان بن عامر بن خطمة بن جشم بن مالك بن الأوس (غيان) قيل بفتح الغين المعجمة وتشديد المثناة التحتية وآخره نون وقيل بفتح العين المهملة وبالنونين وقيل بكسر العين المهملة وبالنونين والله اعلم وفي الإصابة (الفاكه) بالفاء وكسر الكاف (وغياث) بالمعجمة والتحتانية وقيل بالمهملة والنون (وخطمة) بفتح المعجمة وسكون المهملة واسمه عبد الله (وجشم) بضم الجيم وفتح المعجمة. أمه كبشة بنت أوس من بني ساعدة.
في أسد الغابة والإصابة يكنى أبا عمارة وفي الاستيعاب في النسخة المطبوعة يكنى أبا عبادة ويوشك أن يكون تصحيفا من الناسخ والصواب عمارة.

## سيرته
شهد غزوة بدر وما بعدهما من المشاهد كلها، وكانت راية بني خطمة بيده يوم الفتح، وشهد مع علي الجمل وصفين ولم يقتل فيهما، فلما قتل عمار بن ياسر بصفين قال خزيمة: سمعت رسول الله يقول: «تقتل عماراً الفئة الباغية». ثم سل سيفه وقاتل حتى قتل، قاله أبو عمر.
روى عنه ابنه عمارة أن النبي اشترى فرساً من سواء بن قيس المحاربي فجحده سواء، فشهد خزيمة بن ثابت للنبي، فقال له رسول الله: «ما حملك على الشهادة ولم تكن معنا حاضراً»? قال: صدقتك بما جئت به، وعلمت أنك لا تقول إلا حقاً، فقال رسول الله: «من شهد له خزيمة أو عليه فحسبه».
حدثتني عمرة بنت خزيمة، عن عمارة بن خزيمة، عن أبيه خزيمة بن ثابت: أن رسول الله سئل عن الاستطابة، فقال: «ثلاثة أحجار ليس فيها رجيع».
وروى الزهري، عن ابن خزيمة، عن أبيه: أنه رأى فيما يرى النائم أنه سجد على جبهة النبي، فاضطجع له النبي وقال: «صدق رؤياك»، فسجد على جبهة النبي. أخرجه الثلاثة.
يُخبِرُ زيدُ بنُ ثابتٍ نَسَخْتُ الصُّحُفَ في المَصَاحِفِ، فَفقَدْتُ آيَةً مِن سُورَةِ الأحْزَابِ كُنْتُ أَسْمَعُ رَسولَ اللَّهِ صَلَّى اللهُ عليه وسلَّمَ يَقْرَأُ بهَا، فَلَمْ أَجِدْهَا إلَّا مع خُزَيْمَةَ بنِ ثَابِتٍ الأنْصَارِيِّ الذي جَعَلَ رَسولُ اللَّهِ صَلَّى اللهُ عليه وسلَّمَ شَهَادَتَهُ شَهَادَةَ رَجُلَيْنِ، وهو قَوْلُهُ: {مِنَ المُؤْمِنِينَ رِجَالٌ صَدَقُوا ما عَاهَدُوا اللَّهَ عليه} [الأحزاب: 23].

### حادثة السقيفة
تروي كتب الشيعة أنه بعد حادثة السقيفة، كان خزيمة أحد الإثني عشر رجلًا الذين قاموا ونصحوا أبا بكر بعد أن ارتقى المنبر في أول جمعة له في المسجد النبوي. ينقل محمد بن علي القمي في كتاب الخصال عن خزيمة قوله: «يا أبا بكر، ألست تعلم أنّ رسول الله صلى الله عليه واله وسلم قبل شهادتي وحدي ولم يرد معي غيري؟ قال: نعم، قال: فأشهد بالله أنّي سمعت رسول الله صلى الله عليه واله وسلم يقول: أهل بيتي يفرقون بين الحقّ والباطل، وهم الأئمّة الذين يُقتدى بهم»
كما كان خزيمة ممن شهد تولية الرسول محمد لعلي في حادثة غدير خم، كما يُنقل في أسد الغابة وغيره من المصادر: «عن الأصبغ قال: نشد علي الناس في الرحبة: مَن سمع النبي(صلى الله عليه وآله) يوم غدير خُم ما قال إلّا قام، ولا يقوم إلّا مَن سمع رسول الله يقول. فقام بضعة عشر رجلاً فيهم… خُزيمة بن ثابت… فقالوا: نشهد أنّا سمعنا رسول الله صلى الله عليه واله وسلم يقول: ألا أنّ الله عزّ وجل وليي وأنا وليّ المؤمنين، ألا فمَن كنت مولاه فعلي مولاه، اللّهم وال مَن والاه، وعاد مَن عاداه، وأحبّ مَن أحبّه، وأبغض مَن أبغضه، وأعن مَن أعانه»

### في معركة الجمل
في مروج الذهب للمسعودي عند ذكر حرب الجمل: ولحق بعلي من أهل المدينة جماعة من الأنصار فيهم خزيمة بن ثابت ذو الشهادتين فهل لحقه ليشيم سيفه ويكون من المُتفرجين كما يقول من قال أنه لم يقاتل حتى قُتل عمار بصفين ثم قال في صفة دخول علي البصرة بسنده عن المنذر بن الجارود بعد ما ذكر جماعة: ثم تلاهم فارس آخر عليه عمامة صفراء وثياب بيض متقلد سيفًا منتكب قوسًا معه راية على فرس أشقر في نحو ألف فارس فقلت من هذا فقيل هذا خزيمة بن ثابت الأنصاري ذو الشهادتين. ثم قال عند ذكر أخذ علي الراية من ابنه محمد بن الحنفية وجاء ذو الشهادتين خزيمة بن ثابت إلى علي فقال: يا أمير المؤمنين لا تنكس اليوم رأس محمد واردد إليه الراية فدعا به وردها عليه.

#### في معركة صفين
من أخباره يوم صفين أن معاوية أرسل إلى رجال من الأنصار فعاتبهم منهم خزيمة بن ثابت رواه نصر في كتاب صفين وفي النبذة المختارة المتقدم إليها الإشارة روى أن ابن أبي ليلى قال «كنت بصفين فرأيت رجلا أبيض اللحية معتما متلثما ما يرى منه إلا أطراف لحيته يقاتل اشد قتال فقلت يا شيخ تقاتل المسلمين فحسر لثامه وقال نعم إنا خزيمة بن ثابت سمعت رسول الله (ص) يقول قَاتِل مع علي جميع من يُقَاتِله.»

## مقتله
قتل بصفين سنة 37 هـ وهو يقاتل في صف رابع الخلفاء الراشدين علي بن أبي طالب. قال نصر انه قتل في وقعة الخميس وقال ابن اسحاق بعد قتل عمار بن ياسر.

### رثاؤه
أظهر الإمام علي الحسرة والألم على فراقه في إحدى خطبه، حيث قال:
| خزيمة بن ثابت | ...أين إخواني الذين ركبوا الطريق، ومضوا على الحق، أين عمار وأين ابن التيهان، وأين ذو الشهادتين، وأين نظراؤهم من إخوانهم الذين تعاقدوا على المنية وأبرد برؤوسهم إلى الفجرة. ثم ضرب (عليه السلام) بيده على لحيته الشريفة الكريمة، فأطال البكاء، ثم قال: أوه على إخواني الذين قرأوا القرآن فأحكموه، وتدّبروا الفرض فأقاموه، أحيوا السنّة، وأماتوا البدعة، دعوا للجهاد فأجابوا، ووثقوا بالقائد فاتبعوه... | خزيمة بن ثابت |

.
لما قتل قالت ابنته ضبيعة ترثيه كما في كتاب نصر بن مزاحم:

## أقوال العلماء فيه
- قال أبو أحمد الحاكم: شهد غزوة أحد، ذكره ابن القادح، قال: وأهل المغازي لا يثبتون أنه شهد أحداً، وشهد المشاهد بعدها.
- في أسد الغابة عن أبي أحمد الحاكم انه حكى عن ابن القداح انه شهد أحدا قال وأهل المغازي لا يثبتون أنه شهد أحدا وشهد المشاهد بعدها روى عنه ابنه عمارة.
- في الإصابة من السابقين الأولين شهد بدرا وما بعدها وقيل أول مشاهده أحد.
- قال عنه السيد علي خان المدني: «وكان خُزيمة من كبار الصحابة».[11]
- قال عنه الشيخ محيي الدين المامقاني: «اتّضح من خلال مواقفه المشرّفة من يوم إسلامه إلى يوم شهادته أنّه في أعلى مراتب الوثاقة والجلالة، وأنّه من القلائل الذين عصمهم الله في الفتنة العظمى بعد وفاة رسول الله (صلى الله عليه وآله)»[12]
- قال ابن سعد كان هو وعمير بن عدي بن خرشة يكسران أصنام بني خطمة.
- في تهذيب التهذيب: ذكر ابن عبد البر والترمذي قبله واللالكائي انه شهد بدرا وأما أصحاب المغازي فلم يذكروه في البدريين وعده ابن البرقي فيمن لم يشهد بدرا
- قال العسكري: وأهل المغازي لا يثبتون أنه شهد أحدا وشهد المشاهد بعدها
- النبذة المختارة من كتاب تلخيص أخبار شعراء الشيعة للمرزباني التي عندنا ذكر فيها ترجمة 28 شاعرا من شعراء الشيعة هو الخامس منهم وذكرنا تراجمهم في مطاوي هذا الكتاب وفي الدرجات الرفيعة كان من كبار الصحابة قال الفضل بن شاذان انه من السابقين الذين رجعوا إلى أمير المؤمنين. كان خزيمة ممن أنكر على الخليفة الأول تقدمه على علي.

## الراوي عنهم والراوون عنه
في تهذيب التهذيب: روى عن النبي (صلى الله عليه وسلم). وعنه ابنه عمارة وجابر بن عبد الله الأنصاري وعمارة بن عثمان بن حنيف وعمرو بن ميمون وإبراهيم بن سعد بن أبي وقاص وأبو عبد الله الجدلي وعبد الله بن يزيد الخطمي على اختلاف فيه وعبد الرحمن بن أبي ليلى وعطاء بن يسار وغيرهم.

## ديوانه
قال نصر بن مزاحم في كتاب صفين: حمل خزيمة بن ثابت يوم صفين وهو يقول:
فقاتل حتى قتل وقال خزيمة يوم الجمل:
وقال خزيمة أيضا في يوم الجمل:
وروى الحاكم في المستدرك بسنده عن الأسود بن يزيد النخعي قال لما بويع علي بن أبي طالب على منبر رسول الله (صلى الله عليه وسلم) قال خزيمة بن ثابت وهو واقف بين يدي المنبر:
ورواها المرزباني عدى الثالث كما في النبذة المختارة وزاد ابن شهرآشوب في المناقب في هذه الأبيات:
وفي المحاسن والمساوي للبيهقي: قال خزيمة بن ثابت ذو الشهادتين يصف محاسن أمير المؤمنين علي بن أبي طالب ومن حضره في قصيدة له:
وقال يوم السقيفة كما في المجموع الرائق:
وقال قد نسبت هذه الأبيات إلى عتبة بن أبي لهب بن عبد المطلب.
ولما ذم عمرو بن العاص الأنصار ورد عليه النعمان بن العجلان ثم عاد عمرو إلى ذلك بتحريض بعض سفهاء قريش فرد عليه علي بن أبي طالب قال خزيمة يخاطب قريشا رواه الزبير بن بكار:
وفي مناقب ابن شهرآشوب قال خزيمة بن ثابت يوم الجمل:
وفيه أيضا عند ذكر التصدق بالخاتم قال خزيمة بن ثابت:
وله في ذلك:

## وصلات خارجية
- خزيمة بن ثابت ذو الشهادتين - الشيعة - محمد أمين نجف.